# Aphantophryne sabini
Espèce
Statut de conservation UICN

 DD  : Données insuffisantes
Aphantophryne sabini est une espèce d'amphibiens de la famille des Microhylidae.

## Répartition et habitat
Cette espèce est endémique de la province nord (ou d'Oro) en Papouasie-Nouvelle-Guinée. Elle se rencontre à environ 2 600 m d'altitude.
Elle vit dans les prairies de haute altitude.

## Étymologie
Son nom d'espèce lui a été donné en référence à Andrew E. Sabin pour l'intérêt et l'aide qu'il a apportés aux recherches herpétologiques.

## Publication originale
- Zweifel & Parker, 1989 : New species of microhylid frogs from the Owen Stanley Mountains of Papua New Guinea and resurrection of the genus Aphantophryne. American Museum Novitates, no 2954, p. 1-20 (texte intégral).